# Saprosites tantulus
Saprosites tantulus är en skalbaggsart som beskrevs av Bordat 1990. Saprosites tantulus ingår i släktet Saprosites och familjen Aphodiidae. Inga underarter finns listade i Catalogue of Life.